# Fredi

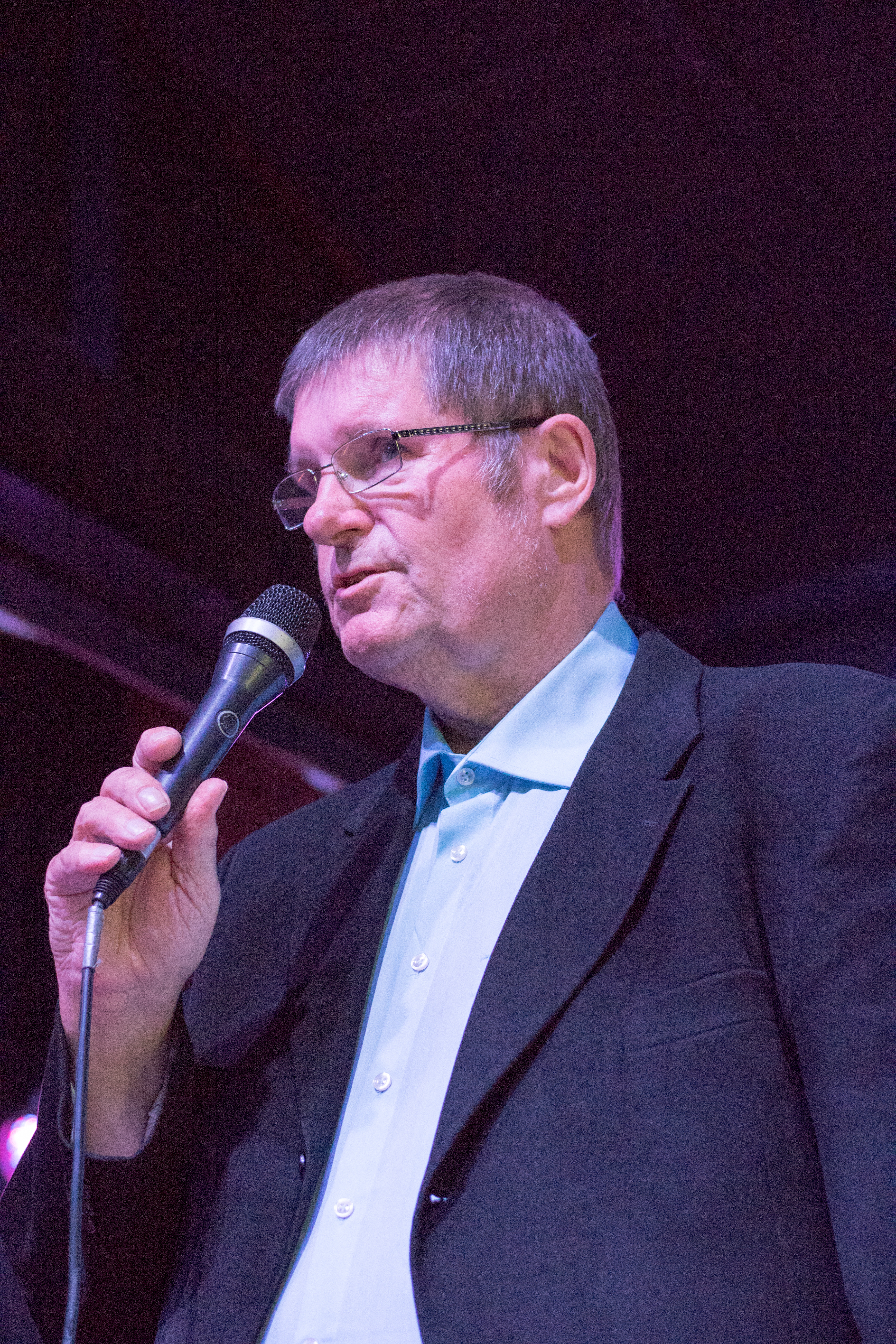
Fredi

Fredi, geboren als Matti Kalevi Siitonen (Mikkeli, 23 juli 1942 – 23 april 2021) was een Finse zanger. 
Hij vertegenwoordigde Finland op het Eurovisiesongfestival 1967 met het lied Varjoon-suojaan en werd 12de. In 1976 mocht hij herkansen, als de groep Fredi & The Friends werd hij 11de met het lied Pump Pump (in het Engels). De Friends dat jaar waren Titta Jokinen, Aimo Lehto, Antti Hyvärinen, Anneli Koivisto en Irma Tapio.

Fredi overleed in april 2021 op 78-jarige leeftijd.

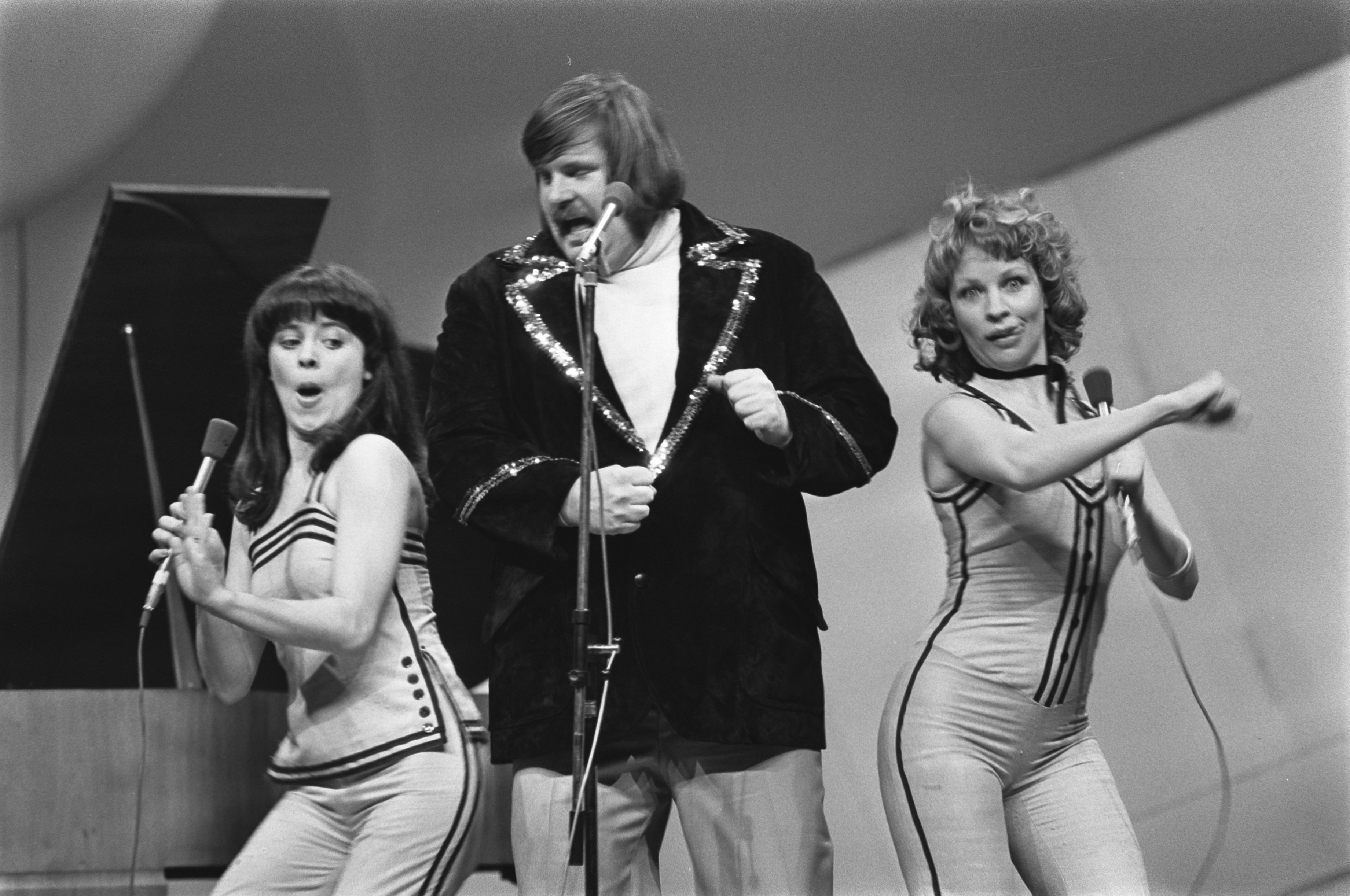
Fredi & Friends tijdens het Eurovisiesongfestival 1976

1961: Laila Kinnunen · 
1962: Marion Rung · 
1963: Laila Halme · 
1964: Lasse Mårtenson · 
1965: Viktor Klimenko · 
1966: Ann-Christine Nyström · 
1967: Fredi · 
1968: Kristina Hautala · 
1969: Jarkko & Laura · 
1971: Markku Aro & Koivistolaiset · 
1972: Päivi Paunu & Kim Floor · 
1973: Marion Rung · 
1974: Carita · 
1975: Pihasoittajat · 
1976: Fredi & The Friends · 
1977: Monica Aspelund · 
1978: Seija Simola · 
1979: Katri Helena · 
1980: Vesa-Matti Loiri · 
1981: Riki Sorsa · 
1982: Kojo · 
1983: Ami Aspelund · 
1984: Kirka · 
1985: Sonja Lumme · 
1986: Kari Kuivalainen · 
1987: Vicky Rosti & Boulevard · 
1988: Boulevard · 
1989: Anneli Saaristo · 
1990: Beat · 
1991: Kaija · 
1992: Pave · 
1993: Katri Helena · 
1994: CatCat · 
1996: Jasmine · 
1998: Edea · 
2000: Nina Åström · 
2002: Laura · 
2004: Jari Sillanpää · 
2005: Geir Rönning · 
2006: Lordi · 
2007: Hanna Pakarinen · 
2008: Teräsbetoni · 
2009: Waldo's People · 
2010: Kuunkuiskaajat · 
2011: Paradise Oskar · 
2012: Pernilla Karlsson · 
2013: Krista Siegfrids · 
2014: Softengine · 
2015: Pertti Kurikan Nimipäivät · 
2016: Sandhja · 
2017: Norma John · 
2018: Saara Aalto · 
2019: Darude feat. Sebastian Rejman · 
2021: Blind Channel · 
2022: The Rasmus · 
2023: Käärijä · 
2024: Windows95Man ·
2025: Erika Vikman
- International Standard Name Identifier: 0000 0004 0762 6962
- MusicBrainz: 19f3bb89-1e24-4cda-97c2-d4a468f9aa20
- Virtual International Authority File: 1647162062752151650000